# All You Need Is Kill
All You Need Is Kill (japonsky オール・ユー・ニード・イズ・キル, Óru Jú Nído Izu Kiru) je japonská sci-fi light novel z roku 2004, jejímž autorem je Hiroši Sakurazaka. Toto dílo posloužilo jako předloha k hollywoodskému filmu Na hraně zítřka z roku 2014. V témže roce byla light novel přepracována do podoby dvousvazkové mangy Rjúsukeho Takeučiho a Takešiho Obaty, která vycházela v časopisu Šúkan Young Jump nakladatelství Šúeiša. V Česku tuto mangu vydalo nakladatelství CREW celou v jednom svazku v roce 2016 pod názvem All You Need Is Kill – Stačí jen zabíjet.